# Алеутский морской окунь
Алеутский морской окунь (лат.  Sebastes aleutianus) — морская рыба семейства скорпеновых (Scorpaenidae). Относится к одним из самых долгоживущих животных на Земле, известен случай достижения одной из особей возраста 205 лет.

## Описание
Длина тела до 97 см, масса до 6,7 кг. Максимальный зарегистрированный возраст составляет 205 лет.
Тело массивное. Голова большая со множеством гребней и шипов. Отличительным видовым признаком является наличие 2—10 острых шипов на нижнем крае орбиты глаза. На конце выдвинутой вперёд нижней челюсти расположен направленный вниз симфизиальный бугорок. Жаберные тычинки длинные и тонкие, на первой жаберной дуге 31—34 тычинок.
Спинной плавник длинный с 13 колючими и 13—14 мягкими ветвистыми лучами. В анальном плавнике 3 колючих и 6—7 мягких лучей. Хвостовой плавник с небольшой выемкой.
Окраска грязно-красная с тёмными разводами на голове и верхней части тела. Брюхо розовое. Вдоль боковой линии проходит ярко-красная полоса. Плавники красного цвета с чёрной каймой. На жаберной крышке 2—3 тёмных пятна угловатой формы. Молодь окрашена бледнее.

## Распространение
Северная часть Тихого океана. Распространён вдоль тихоокеанского побережья от Хонсю и южных Курильских островов до Наваринского поднятия в Беринговом море, многочисленен у Алеутских островов и в заливе Аляска; далее на юг доходит до Калифорнии. Отсутствует в Японском и Охотском морях.

## Биология
Морские рыбы. Обитают вблизи дна над скалистыми грунтами, покрытыми мягким субстратом. Встречаются на глубине от 25 до 2830 м, но обычно на глубинах 150—450 м при температуре −0,3…+5 °С. Более крупные рыбы предпочитают большие глубины.

### Питание
Взрослые особи питаются преимущественно мезопелагическими рыбами (светящиеся анчоусы, серебрянка), кальмарами и крабами, а также мелкими донными и придонными ракообразными (бокоплавы, креветки, раки-отшельники), червями.

### Размножение
Живородящие рыбы с внутренним оплодотворением. Спаривание происходит осенью. Сперма сохраняется внутри самки в течение нескольких месяцев до оплодотворения икры. Вылупление происходит внутри самки, личинки вымётываются в феврале—июле. Крупные самки могут вымётывать до 2,7 млн личинок размером 4,1—5,9 мм. Первые месяцы жизни обитают в толще воды, затем переходят к придонному образу жизни.

## Хозяйственное значение
Специализированный промысел не ведётся. Попадается в виде прилова при траловом, ярусном и сетном промысле других глубоководных рыб (шипощёков и палтусов). Мясо алеутского морского окуня обладает высокими вкусовыми качествами, оно пользуется повышенным спросом на азиатском рынке, особенно в Японии, где из него готовят суши и сашими. Поступает на рынок в мороженом виде (без головы) и в охлажденном (целиком). По данным учетных траловых съемок, в 1990-е годы масса уловов этого вида в заливе Аляска составлял 143, а у Алеутских островов — 341 кг на кв. км, а общая биомасса 64,9 и 20,6 тысяч тонн соответственно. Биомасса в западной части Берингова моря не превышает 0,2 тысячи тонн. Из-за перелова численность алеутского морского окуня в прикамчатских водах в настоящее время снизилась. Международный союз охраны природы еще не оценил охранный статус данного вида.